# Shih Kien
Shih Kien (pinyin Shí Jiān, cantonais Shek Kin) est un acteur et cascadeur chinois né le 1er janvier 1913 et mort le 3 juin 2009.

## Biographie
Originaire d'un petit village près de Panyu, il devient expert en Kung Fu à la Chin Woo Athletic Association. Il commence sa carrière en 1939 comme maquilleur puis fait ses débuts au cinéma en 1949, apparaissant dans plus de 167 films. Il est essentiellement connu pour avoir joué des rôles de méchant dans des films sur Huang Fei Hong, et en Occident pour le rôle du cruel Han dans Opération Dragon.
Il meurt à Hong Kong à l'âge de 96 ans.

## Filmographie
Acteur
- 1949 : Huang Fei-Hong zhuan : Bian feng mie zhu
- 1949 : Huang Fei-Hong zhuan : Da po Ba Wang Zhuang
- 1949 : Hong Hei Koon huit chin lau ga chun
- 1950 : Zhujiang Lei
- 1950 : The Bloody Fight between big knife Wang Wu and the invincible kid
- 1951 : Lei dian zhui feng jian
- 1951 : Yi fan feng shun : Lo Kin-Ping
- 1952 : Hu dan ying hun : Chiu Fu
- 1953 : Jia : Ko Hak-Ming
- 1953 : Feng liu tian zi
- 1953 : Ye du yuan yiang jiang
- 1953 : She qing gui
- 1953 : Huang Fei-Hong yi gun fu san ba : Wong Kwong-Jun
- 1953 : Chun : Ko Hak-Ming
- 1954 : Qiu : Ko Hak-Ming
- 1954 : Bin cheng yan
- 1954 : Chang da sao
- 1955 : Tian chang di jiu
- 1955 : Hou chuang : l'instructeur de Fitness
- 1955 : Huang Fei-Hong chang ti jian ba
- 1956 : Huang Fei-Hong qi shi hui jin long
- 1956 : Fang shi yu yi jiu Hong Xi Guan : Lee Sam-Yeh
- 1956 : Huang Fei-Hong yi jiu long mu miao
- 1956 : Huang Fei-Hong shamian fu shen quan
- 1956 : Huang Fei-Hong gong chian jian ba
- 1956 : Bu xia xiang wei zhui hun biao
- 1956 : Huang Fei-Hong guanshan da he shou : l'araignée volante
- 1956 : Bai hao ying xiong chuan
- 1957 : Na zha nao dong hai : le roi dragon de la mer de l'Est
- 1957 : Huang Fei-Hong henan yu xi zhan
- 1957 : Huang Fei-Hong shi wang zheng ba
- 1957 : Shui hu zhuan : zhi qu sheng chen gang
- 1958 : Jian qing
- 1958 : Huang Fei-Hong long zheng hou dou
- 1958 : Sai chat hou si gei
- 1958 : Huang Fei-Hong fu qi chu san hai
- 1958 : She diao ying xiong zhuan
- 1959 : Huo zang lan tou he : le prêtre à l'esprit noir
- 1959 : Bai fa mo nu zhuan xia ji
- 1959 : Shi xiong di : un général
- 1959 : Qi jian xia tian shan
- 1959 : Bai fa mo nu zhuan san ji da jie fu
- 1960 : Huang Fei-Hong lei tai zheng ba zhan
- 1960 : Shi xiong di nu hai chu mo
- 1960 : A Li Ba Ba yu si shi da dao
- 1960 : Zui hou wu fen zhong
- 1961 : Tian shan long feng jian shang ji
- 1961 : Yuan yang dao shang ji
- 1961 : Yuan yang dao xia ji
- 1961 : Tian shan long feng jian xia ji
- 1962 : Xi xue shen bian
- 1962 : Mo ying jing hun
- 1962 : Huang mao guai ren
- 1963 : Guai xia yan zi fei
- 1963 : Nan long bei feng : Luk Fong-Ho
- 1963 : Lei dian tian xian jian
- 1964 : Devil's Palm : Part 1
- 1964 : Wan bian fei gu : Yumyang Gwaisao
- 1964 : Hong jin long da zhan bian fu jing
- 1964 : Liu she dao : Chung Tin-Bao
- 1964 : Xuehua shenjian
- 1964 : Qing xia qing chou
- 1965 : Tit gim jyu han seung jaap
- 1965 : Liu zhi qin mo
- 1965 : Huang jiang san nu xia
- 1965 : Te wu yi ling yi
- 1966 : Jin ding yu long
- 1966 : Yat gim ching : Shek Dai-Hung
- 1966 : Bi luo hong chen shang ji
- 1966 : Wen jie men shang ji
- 1966 : Wen jie men xia ji
- 1966 : Jie huo hong lian shang ji
- 1967 : Hong fen jin gang
- 1967 : Hak ye mau ba hoi yeung wai
- 1967 : Yu nu jin gang
- 1967 : Kong zhong nu sha shou
- 1967 : Ying xiong ben se : le dragon à un œil
- 1967 : Sha shou fen hong zuan
- 1967 : Tian jian jue dao : Tso Kam-Pak
- 1967 : Wu di nu sha shou
- 1968 : Huang Fei-Hong wei zhen wu yang cheung
- 1968 : Fai xia xiao bai long
- 1968 : Tian lang zhai : Scarface Wolf
- 1968 : Du yan xia
- 1968 : Huang Fei-Hong xing shi du ba mei hua zhuang
- 1968 : Xue ying hong deng
- 1968 : Lan Ying : Lam Kei
- 1968 : Tai ji men : Kuan
- 1968 : Huang Fei-Hong zui da ba jin gang : Iron Palm
- 1968 : Duo ming dao
- 1968 : Shen bian xia
- 1968 : Xiao wu yi da po tong wang zhen : le gardien-chef Fang Lui-Ying
- 1968 : Tie er hu : To Chan-Ping
- 1969 : Yu nu jian
- 1969 : Xiao wu shi
- 1969 : Duo ming ci xiong jian
- 1969 : Huang Fei-Hong qiao duo sha yu qing
- 1969 : Shen tou zi mei hua
- 1969 : Long dan
- 1969 : Yin dao xue jian
- 1969 : Du yan xia du chuang jian hu
- 1969 : E mei ba dao
- 1969 : Tong pi tie gu : Shek Tin-Geng
- 1970 : Miss Judoka règle ses comptes au Karaté : Chang Si Fang
- 1970 : Shen tan yi hao
- 1971 : Shi wang zhi wang
- 1971 : Ri yue shen tong
- 1971 : Fei xia shen dao
- 1971 : Gui liu xing
- 1972 : Tian ya ke
- 1972 : Karaté en plein ouragan
- 1972 : Ji xiang du fang
- 1972 : Shi hou
- 1972 : Wang ming tu : Maître Xi, le chef de village
- 1973 : Opération Dragon : Han
- 1974 : Er long zheng zhu : le Tigre
- 1974 : Fan mai ren kou
- 1974 : Un Coup de boule dans les valseuses
- 1974 : Huang Fei-Hong yi qu Ding Cai Pao : Maître Shen Chiu Kung
- 1974 : Le King Kong du Karaté : Chow Li Ming / Charles Ming
- 1974 : Yinyang Jie
- 1976 : Long jia jiang : le patriarche Lung
- 1976 : Shu gim yan sau luk (TV) : Cheung Chiu-Chung
- 1976 : Fa sum saam siu so ngin je
- 1976 : Hua sheng san shao bo yin jie
- 1976 : Mr Boo détective privé : Gow-Suk
- 1976 : Xia liu she hui
- 1978 : Yin xia en chou lu : Lo Tien-Fong
- 1978 : Yi tian tu long ji : Tse Seun
- 1979 : Mong chung yan (TV) : Lung Sing-Saam
- 1979 : Xing gui
- 1980 : Lung ying moh kiu : le Maître
- 1980 : La Danse du lion : le chef Sang Kung
- 1980 : She mao he hun xing quan
- 1981 : Fat shan chaan sin sang (TV) : Yip Ming-Sum
- 1981 : Jok gor juk (TV) : Chong Chi-Yan
- 1982 : She diao ying xiong zhuan (TV) : Kao Chin-Jeun / Kao Chin-Yan
- 1982 : Tin lung bak bo (TV) : Siu Yuen-San
- 1982 : Ru lai shen zhang : Pied Céleste
- 1982 : Zui she xiao zi
- 1983 : Hua xin da shao : Mo Yan-Sang
- 1983 : Sun diu hap lui (TV) : Kao Chin-Yan
- 1984 : Siu mo kong wu (TV) : Wong Yuan-Baa
- 1984 : Tin si jup wai (TV) : Suen Chi
- 1984 : Dian feng kuang long
- 1984 : Hong Kong 1941
- 1985 : Bik hue gim (TV) : Muk Yan-Ching
- 1985 : Suet san fei wu (TV) : Sheung Kim-Ming
- 1985 : Jian dong xiao xiong : Szetsu Han
- 1986 : Shanghaï Express : Maître Sek
- 1986 : E nan : l'homme à l'image
- 1986 : Rien ne sert de mourir : le chef d'Interpole
- 1986 : Yi tian tu long ji (TV) : le fabricant d'épée
- 1986 : Magic Crystal : sergent Shi
- 1986 : Mao shan xiao tang
- 1987 : Suo ming jia ren : le père de Fung
- 1988 : Nan bei ma da : Mr Guan
- 1988 : Tian xia (TV) : voix
- 1989 : Hu dan nu er hong : Liu Lung
- 1989 : Le Syndicat du crime 3 : le père de Mun
- 1990 : Wu ye tian shi : Grand-père
- 1991 : Il était une fois en Chine : caméo
- 1992 : huang Fei-Hong xiao zhuan
- 1994 : Jian ren shi jia : Kan San
- 1995 : Shi xiong di : le vieux raconteur d'histoire

Cascadeur
- 1968 : Huang Fei-Hong zui da ba jin gang
- 1968 : Shen bian xia
- 1969 : Huang Fei-Hong qiao duo sha yu qing
- 1972 : Shi hou
- 1973 : Opération Dragon
- 1974 : Le King Kong du Karaté
- 1978 : Yin xia en chou lu

## Anecdote
Kien Shih ne parlant pas anglais, il fut doublé par le comédien Keye Luke aux États-Unis.